# 新英格蘭 (澳大利亞國會選區)
新英格蘭選區（英語：Division of New England），是澳大利亞新南威爾士州的下議院選區，位於該州東北部內陸鄉郊地區。面積59,344平方公里。2001年－2013年的當區議員是無黨派的托尼·溫莎，2013年至今則為澳大利亞國家黨的巴納比·喬伊斯，並三度任副總理。而自1922年以來，選區長期由澳大利亞國家黨控制。
選區始於1900年，是聯邦成立時的七十五個原始選區之一。名字是來自該地區的名字。